# Iglesia rusa de Santa Isabel, Wiesbaden

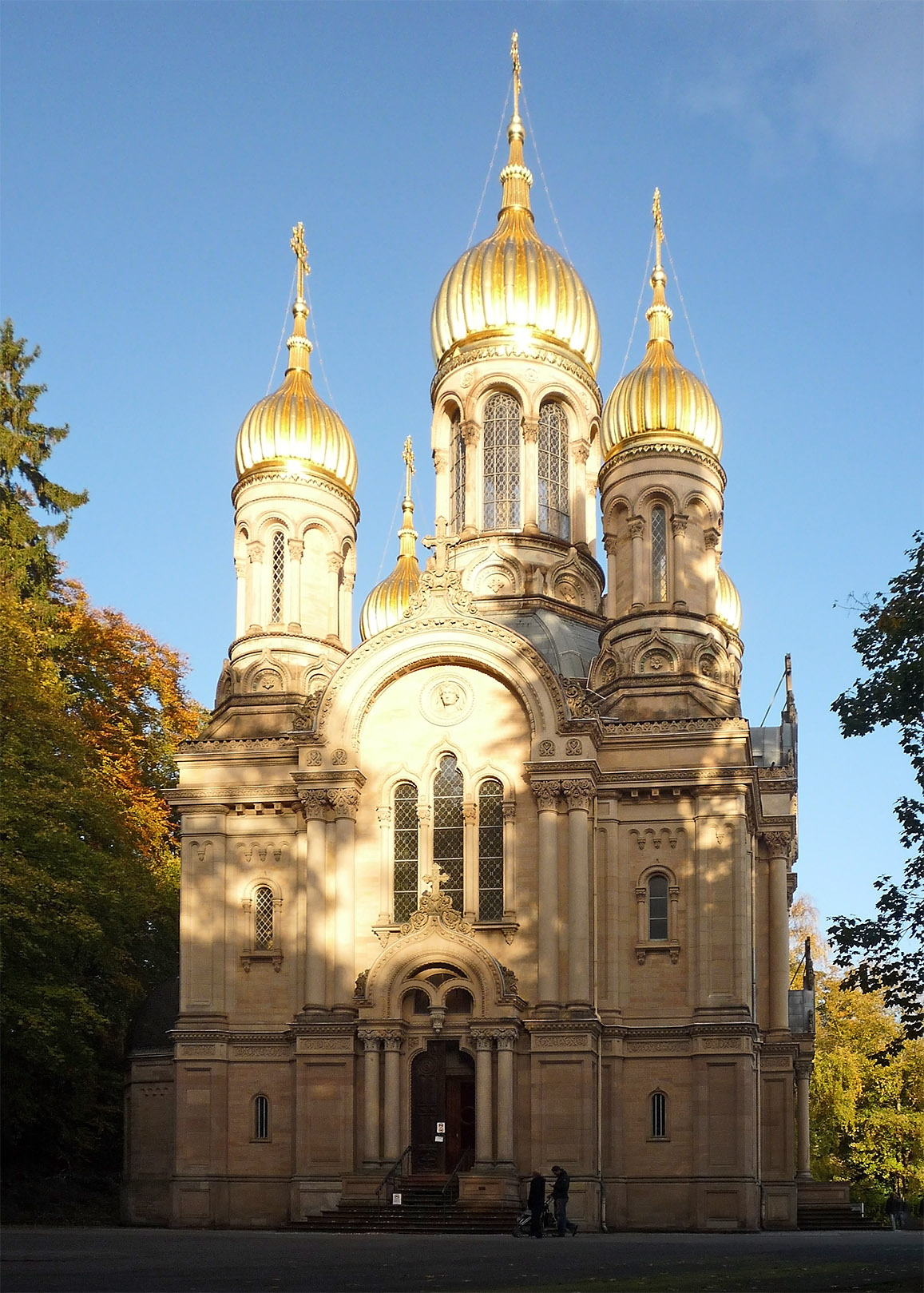
La iglesia ortodoxa rusa en Neroberg con sus cinco domos dorados (2010).

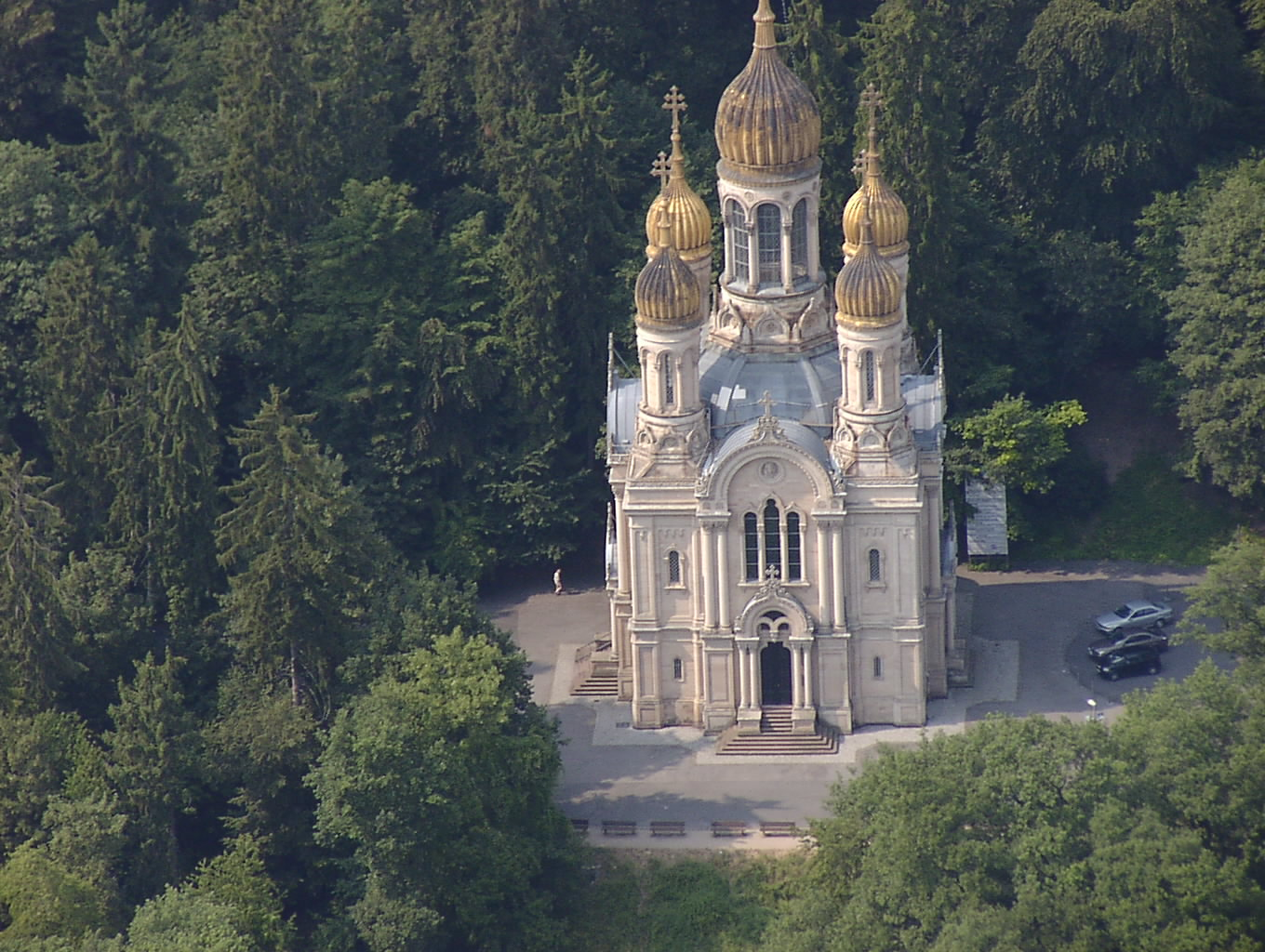
Vista aérea de la iglesia (2006).

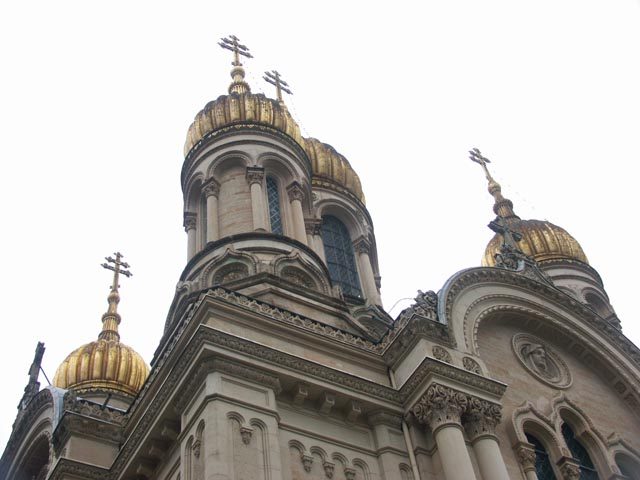
Cúpula bulbosa.

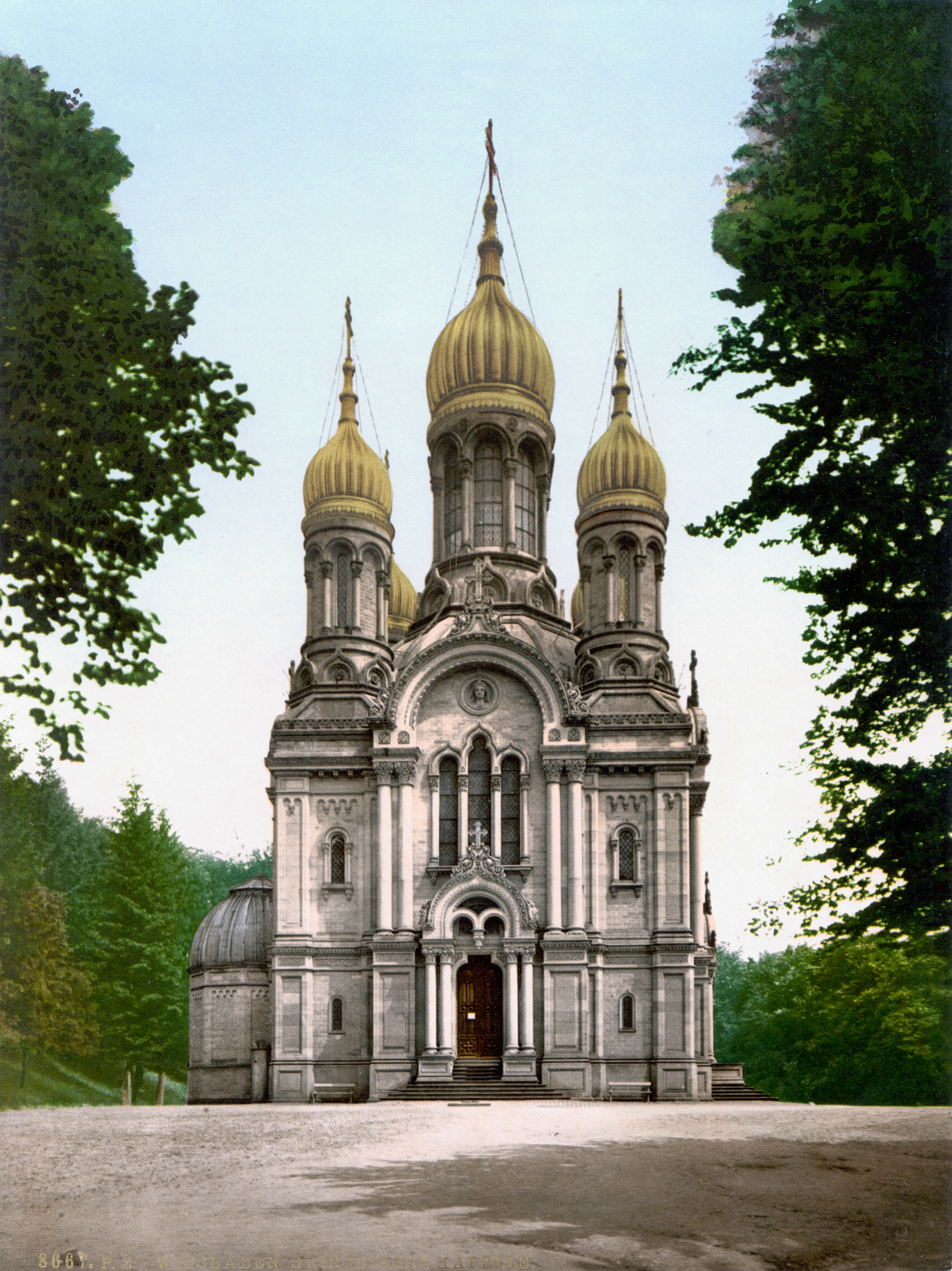
Fotografía del del oeste, c. 1900...

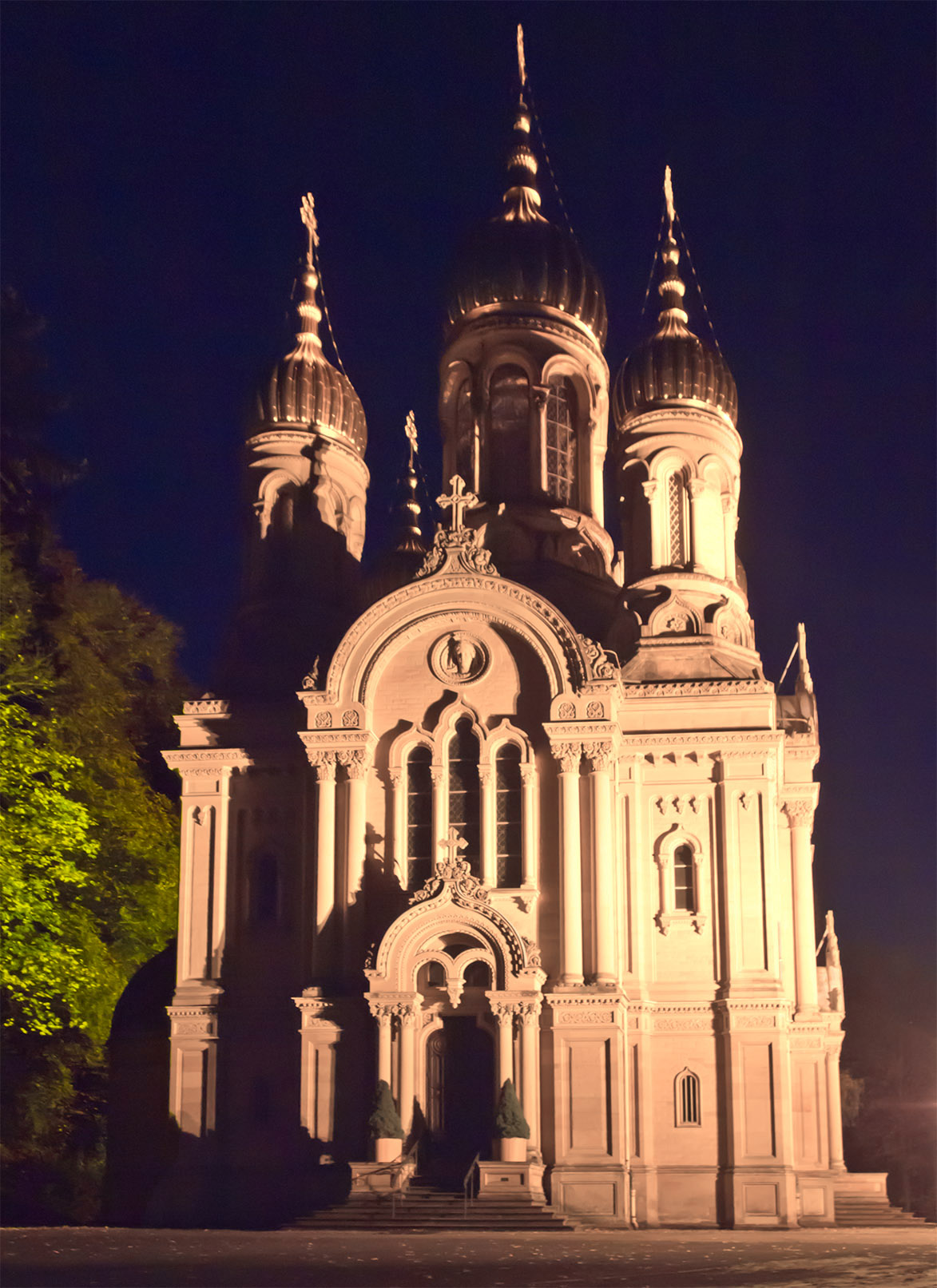
... y del del oeste, por la noche.

La Iglesia ortodoxa rusa de Santa Isabel en Wiesbaden (en alemán: Russisch-Orthodoxe Kirche der heiligen Elisabeth in Wiesbaden; comúmente conocida como Griechische Kapelle, "capilla griega"; en ruso: Русский православный храм Св. Праведной Елиcаветы в Висбадене) es la única iglesia ortodoxa rusa en Wiesbaden, Alemania.
Además de la iglesia rusa, hay una casa parroquial y un cementerio ruso, que es el más grande de Europa (fuera de la propia Rusia). La Iglesia de Santa Isabel y sus feligreses pertenecen a la Diócesis de Alemania en la Iglesia ortodoxa rusa fuera de Rusia.

## Historia
La Iglesia Ortodoxa Rusa en Wiesbaden fue construida entre 1847 y 1855 por el duque Adolfo de Luxemburgo con motivo de la muerte de su esposa, la gran duquesa Isabel Mijáilovna de Rusia, de 19 años, sobrina del emperador Nicolás I de Rusia. Adolfo e Isabel se casaron en 1844, pero al año siguiente ella murió al dar a luz, al igual que su hija recién nacida. Se afligió tan profundamente que decidió construir una iglesia alrededor de su tumba. Obtuvo el dinero para esta iglesia, con la bendición del zar Alejandro III, de su dote.
La construcción de la iglesia fue asignada al oficial superior de construcción (Oberbaurat) Philipp Hoffmann, quien estudió arquitectura de iglesias rusas, particularmente al principio en Rusia. Como plantilla para esta iglesia, tomó la Catedral de Cristo Salvador de Moscú. El 25 de mayo de 1855 la iglesia fue finalmente dedicada en honor a Isabel (madre de Juan el Bautista), patrona de la difunta princesa. Poco después, el ataúd que contenía a la Gran Duquesa y su bebé fue llevado en procesión desde la Iglesia de San Bonifacio, su anterior refugio temporal, a la cripta de la iglesia rusa y enterrado allí.
Simultáneamente con la construcción de la iglesia se construyó una pequeña rectoría y un cementerio ruso, ubicado a unos 100 metros al noreste de la iglesia.
La iglesia fue utilizada por la comunidad ortodoxa rusa ya existente, principalmente invitados rusos, para quienes Wiesbaden era un lugar popular en el siglo XIX. Incluso el emperador Nicolás II adoró en la iglesia durante su estancia en Alemania, junto con su esposa recién casada, la emperatriz Alejandra Fiódorovna Románova. Este evento está anotado en un panel dorado adjunto a la iglesia.
Una comunidad duradera se formó alrededor de la iglesia solo en la década de 1920, cuando llegó parte de la Emigración blanca, a raíz de la Revolución Rusa, la Guerra Civil Rusa y la toma de posesión de su país por parte de los bolcheviques y llegaron a Alemania.
Durante la década de 1990, se renovó y restauró el interior de la iglesia, en particular el mármol y los frescos. La cripta fue renovada entre 2002 y 2005.

## Arquitectura

### Exterior
La iglesia es un edificio beige de piedra arenisca dura, todavía visible por todas partes en el exterior. La planta exterior de la iglesia es un cuadrado con un arco prolongado en el norte. El edificio está "coronado" con cinco cúpulas de fuego dorado, y las cuatro más pequeñas rodean la gran cúpula central hacia el noreste, noroeste, sureste y suroeste. Las cúpulas, típicas de las iglesias rusas, tienen forma de cebolla y ranuras longitudinales de arriba abajo. Cada cúpula está coronada por una cruz ortodoxa igualmente dorada. Todas las cruces apuntan al sur; la cruz del centro está arriba y es un poco más grande que las otras cuatro, que son del mismo tamaño.
Las cúpulas descansan sobre torres cilíndricas más pequeñas, con la principal en el centro más alta y ancha que las demás. Esto también se presenta en la parte superior debajo de la cúpula completamente tapada por una cubierta de cristales, de modo que aquí la luz puede caer directamente al interior de la iglesia. Las torres más pequeñas tienen ventanas oblongas y bastante estrechas, por las que la luz entra solo en el interior de la torre, ya que estas no están conectadas con el interior. La torre noreste es una excepción: contiene una escalera de caracol, cuya entrada está directamente debajo de la cúpula; desde aquí es posible llegar al techo de la iglesia por una pequeña puerta en la torre.
La iglesia tiene dos entradas: la entrada sur y la entrada oeste. La entrada sur era originalmente solo para los Fürst y otros miembros de la nobleza. Ofrecía a los visitantes que salían del edificio un panorama de Wiesbaden, que se encontraba a los pies de la iglesia. Tras la caída del último zar, Nicolás II, en 1917, esta entrada quedó sellada para siempre. La entrada para la "gente común" y la entrada principal actual era la entrada oeste. Los visitantes que ingresan a la iglesia a través de esta puerta ven, como en la mayoría de las iglesias ortodoxas rusas, el Iconostasio opuesto. Los medallones de santos particulares, elaborados con piedra arenisca, se encuentran sobre las entradas exteriores. Un medallón de Santa Elena descansa sobre la entrada oeste; en la entrada sur, una de Santa Isabel; y en el lado este, sobre la ventana del santuario, uno del Santo Arcángel Miguel. Estos fueron los santos patronos del padre (Mikhail) y la madre (Elena) de la Gran Duquesa, así como los suyos propios (Isabel). Aproximadamente diez escalones de piedra arenisca roja conducen a la entrada, que está atravesada por un arco que a su vez se asienta a cada lado sobre dos columnas.

## Otros datos
El edificio de la iglesia ha aparecido dos veces en sellos del Deutsche Bundespost en la serie definitiva Sights (4 de junio de 1991, valor nominal de 170 pfennig, destinado a pagar la tarifa de carta nacional de doble peso; y 12 de agosto de 1993, con un valor nominal revisado de 41 pfennig) para envíos masivos de impresos).
Además, hay una ilustración de la iglesia en los carteles turísticos de la Autobahn alrededor de Wiesbaden.

## Entierros notables

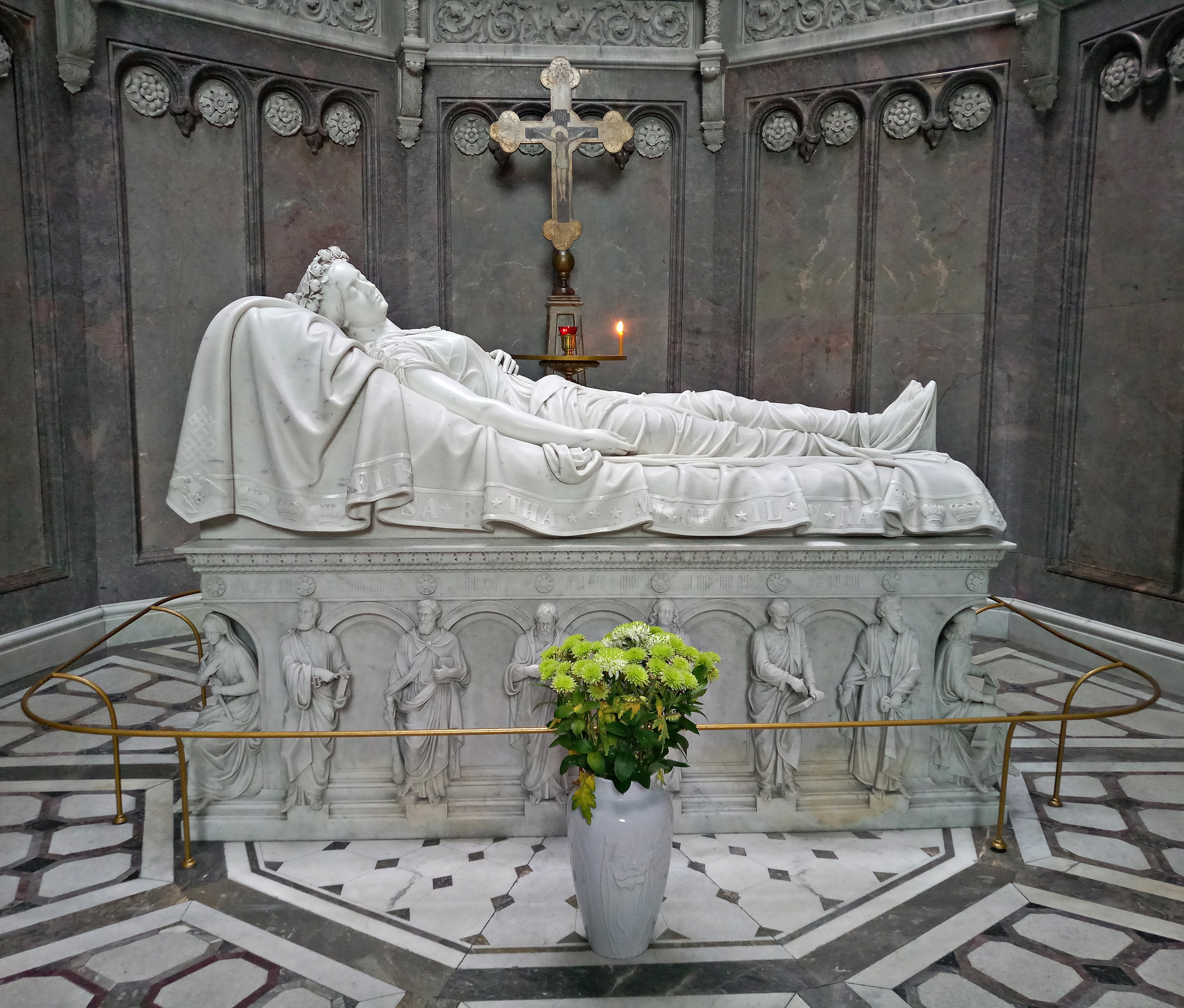
Tumba de la Gran Duquesa Isabel Mijáilovna.

- Gran Duquesa Isabel Mijáilovna de Rusia (muerta en 1845, enterrada aquí 1855)
- Príncipe George Alexandrovich Yuryevsky, hijo del Zar Alejandro II (muerto en 1913)
- Princesa Olga Yurievskaya, Condesa Merenberg, hija del Zar Alejandro II (muerto en 1925)
- Alexej von Jawlensky, pintor ruso (muerto en 1941)